# Lijst van gemeentelijke monumenten in Ede (plaats)
De plaats Ede, hoofdplaats van de gemeente Ede, kent 237 gemeentelijke monumenten. Hieronder een overzicht.
| Object                                                                               | Bouwjaar               | Architect                                                                       | Locatie                       | Coördinaten                  | Nr.           | Afbeelding                                                                           |
| ------------------------------------------------------------------------------------ | ---------------------- | ------------------------------------------------------------------------------- | ----------------------------- | ---------------------------- | ------------- | ------------------------------------------------------------------------------------ |
| Noorderkerk                                                                          | 1903                   | Albert Kool                                                                     | Amsterdamseweg 9              | 52° 2' 55" NB, 5° 40' 7" OL  | 0228/GM050    | Noorderkerk                                                                          |
| Buitenzorg                                                                           | 1842-1847              |                                                                                 | Amsterdamseweg 19             | 52° 2' 56" NB, 5° 40' 2" OL  | 0228/GM051    | Buitenzorg                                                                           |
| Winkel-woonhuis met tuin                                                             | 1875-1900              |                                                                                 | Amsterdamseweg 20             | 52° 2' 56" NB, 5° 40' 9" OL  | 0228/GM052    | Winkel-woonhuis met tuin                                                             |
| Middenstandswoning met tuin                                                          | 1935                   | J. van den Top                                                                  | Amsterdamseweg 21             | 52° 2' 57" NB, 5° 39' 59" OL | 0228/GM053    | Middenstandswoning met tuin                                                          |
| Berkenroode                                                                          | omstreeks 1900         |                                                                                 | Arnhemseweg 39                | 52° 2' 36" NB, 5° 40' 26" OL | 0228/GM054    | Berkenroode                                                                          |
| De Hooge Paaschberg - landhuis, tuin, hek                                            | 1915                   | H.A.J. Baanders                                                                 | Arnhemseweg 57                | 52° 2' 35" NB, 5° 40' 50" OL | 0228/GM055    | De Hooge Paaschberg - landhuis, tuin, hek                                            |
| Woningcomplex - Artillerielaan 18                                                    | 1906                   | Kapitein Eerstaanwezend-ingenieur Van Stolk                                     | Artillerielaan 18             | 52° 2' 12" NB, 5° 40' 19" OL | 0228/GM056/1  | Woningcomplex - Artillerielaan 18                                                    |
| Woningcomplex - Artillerielaan 20                                                    | 1906                   | Kapitein Eerstaanwezend-ingenieur Van Stolk                                     | Artillerielaan 20             | 52° 2' 12" NB, 5° 40' 19" OL | 0228/GM056/2  | Woningcomplex - Artillerielaan 20                                                    |
| Woningcomplex - Artillerielaan 22                                                    | 1906                   | Kapitein Eerstaanwezend-ingenieur Van Stolk                                     | Artillerielaan 22             | 52° 2' 11" NB, 5° 40' 19" OL | 0228/GM056/3  | Woningcomplex - Artillerielaan 22                                                    |
| Woningcomplex - Artillerielaan 24                                                    | 1906                   | Kapitein Eerstaanwezend-ingenieur Van Stolk                                     | Artillerielaan 24             | 52° 2' 11" NB, 5° 40' 19" OL | 0228/GM056/4  | Woningcomplex - Artillerielaan 24                                                    |
| Grafmonument H.F.R. Brandts Buys                                                     | 1905                   | Louis Vreugde                                                                   | Asakkerweg                    | 52° 3' 14" NB, 5° 40' 13" OL | 0228/GM057    | Grafmonument H.F.R. Brandts Buys                                                     |
| Beatrixkerk                                                                          | 1939                   | Evert Jan Rotshuizen                                                            | Beatrixlaan 54                | 52° 2' 1" NB, 5° 39' 44" OL  | 0228/GM058    | Beatrixkerk                                                                          |
| Villa                                                                                | 1907                   | J.C. Mulder                                                                     | Bennekomseweg 22              | 52° 1' 29" NB, 5° 40' 17" OL | 0228/GM059    | Villa                                                                                |
| Onder 't Stroodak, landhuis met tuin                                                 | tussen 1920 en 1925    |                                                                                 | Bennekomseweg 38              | 52° 1' 20" NB, 5° 40' 18" OL | 0228/GM060    | Onder 't Stroodak, landhuis met tuin                                                 |
| Villa Sterrenberg                                                                    | rond 1860              |                                                                                 | Bergstraat 2                  | 52° 2' 48" NB, 5° 40' 32" OL | 0228/GM061    | Villa Sterrenberg                                                                    |
| Onderofficierswoningen - Berkenlaan 2                                                | 1906-1907              | dhr. Klijnsma                                                                   | Berkenlaan 2                  | 52° 1' 52" NB, 5° 40' 17" OL | 0228/GM175/1  | Onderofficierswoningen - Berkenlaan 2                                                |
| Onderofficierswoningen - Berkenlaan 4                                                | 1906-1907              | dhr. Klijnsma                                                                   | Berkenlaan 4                  | 52° 1' 52" NB, 5° 40' 17" OL | 0228/GM175/2  | Onderofficierswoningen - Berkenlaan 4                                                |
| Onderofficierswoningen - Berkenlaan 8                                                | 1906-1907              | dhr. Klijnsma                                                                   | Berkenlaan 8                  | 52° 1' 52" NB, 5° 40' 18" OL | 0228/GM175/3  | Onderofficierswoningen - Berkenlaan 8                                                |
| Onderofficierswoningen - Berkenlaan 10                                               | 1906-1907              | dhr. Klijnsma                                                                   | Berkenlaan 10                 | 52° 1' 52" NB, 5° 40' 18" OL | 0228/GM175/4  | Onderofficierswoningen - Berkenlaan 10                                               |
| Onderofficierswoningen - Berkenlaan 16                                               | 1906-1907              | dhr. Klijnsma                                                                   | Berkenlaan 16                 | 52° 1' 52" NB, 5° 40' 19" OL | 0228/GM175/5  | Onderofficierswoningen - Berkenlaan 16                                               |
| Onderofficierswoningen - Berkenlaan 18                                               | 1906-1907              | dhr. Klijnsma                                                                   | Berkenlaan 18                 | 52° 1' 52" NB, 5° 40' 19" OL | 0228/GM175/6  | Onderofficierswoningen - Berkenlaan 18                                               |
| Bettekamp                                                                            | 1903                   | H. Noorman                                                                      | Bettekamp 15                  | 52° 2' 53" NB, 5° 40' 4" OL  | 0228/GM063    | Bettekamp                                                                            |
| Evangelisch-Lutherse Kerk                                                            | 1917                   | L. van Zoelen en F.B. Jantzen                                                   | Beukenlaan 12                 | 52° 2' 22" NB, 5° 39' 59" OL | 0228/GM064    | Evangelisch-Lutherse Kerk                                                            |
| Oude Hofstede, boerderij met bijgebouwen                                             | ca. 1880               |                                                                                 | Bovenbuurtweg 35              | 52° 0' 58" NB, 5° 39' 48" OL | 0228/GM065    | Oude Hofstede, boerderij met bijgebouwen                                             |
| Villa Heesterheide (vml. politiebureau)                                              | 1928                   |                                                                                 | Breelaan 2                    | 52° 2' 29" NB, 5° 40' 9" OL  | 0228/GM195    | Villa Heesterheide (vml. politiebureau)                                              |
| Woonhuis                                                                             | 1913                   | J.R. Modderkolk                                                                 | Buitenzorgpad 7               | 52° 2' 55" NB, 5° 40' 4" OL  | 0228/GM066    | Woonhuis                                                                             |
| Boerderij                                                                            | omstreeks 1910         |                                                                                 | Doesburgerdijk 22             | 52° 3' 14" NB, 5° 38' 9" OL  | 0228/GM067    | Boerderij                                                                            |
| Vijzelgemaal met verdeeltoren                                                        | 1968-1972              | Ingenieursbureau Witteveen en Bos in samenwerking met Dienst Gemeentewerken Ede | Dwarsweg                      | 52° 2' 20" NB, 5° 37' 18" OL | 0228/WN003    | Upload foto                                                                          |
| Boerderijcomplex Groot Haverkamp                                                     | omstreeks 1890         |                                                                                 | Erasmusstate 87               | 52° 1' 30" NB, 5° 37' 43" OL | 0228/GM068    | Boerderijcomplex Groot Haverkamp                                                     |
| Boerderij met bijgebouwen en erf                                                     | rond 1850              |                                                                                 | Fransesteeg 6                 | 52° 3' 51" NB, 5° 37' 29" OL | 0228/GM069    | Boerderij met bijgebouwen en erf                                                     |
| Winkel-woonhuis                                                                      | 1907                   | L. van Zoelen Hzn                                                               | Grotestraat 1                 | 52° 2' 38" NB, 5° 40' 11" OL | 0228/GM070    | Winkel-woonhuis                                                                      |
| (deel van) Winkelwoonhuis                                                            | 1907                   | Albert Kool                                                                     | Grotestraat 68                | 52° 2' 48" NB, 5° 40' 17" OL | 0228/GM071/1  | (deel van) Winkelwoonhuis                                                            |
| (deel van) Winkelwoonhuis                                                            | 1907                   | Albert Kool                                                                     | Grotestraat 70                | 52° 2' 48" NB, 5° 40' 17" OL | 0228/GM071/2  | (deel van) Winkelwoonhuis                                                            |
| Winkel-woonhuis                                                                      | eind 19e eeuw          |                                                                                 | Grotestraat 87                | 52° 2' 47" NB, 5° 40' 16" OL | 0228/GM072    | Winkel-woonhuis                                                                      |
| Villa                                                                                | rond 1905              |                                                                                 | Grotestraat 123               | 52° 2' 53" NB, 5° 40' 14" OL | 0228/GM073    | Villa                                                                                |
| Villa Klinkenberg                                                                    | ws. 1904               | ws. J. Thijssen                                                                 | Heuvelsepad 62                | 52° 2' 33" NB, 5° 40' 34" OL | 0228/GM074    | Villa Klinkenberg                                                                    |
| (helft) Dubbele villa met tuin en garage                                             | 1915                   | L.A. van Essen                                                                  | Julianalaan 1                 | 52° 1' 37" NB, 5° 40' 13" OL | 0228/GM075/1  | (helft) Dubbele villa met tuin en garage                                             |
| Kalverkamp, boerderijcomplex                                                         | eind 19e eeuw          |                                                                                 | Kalverkampweg 1               | 52° 3' 9" NB, 5° 39' 2" OL   | 0228/GM076    | Kalverkamp, boerderijcomplex                                                         |
| Oud Ede Zuid - Kerkweg 2                                                             | 1920                   | Eschauzier en Van der Burgh                                                     | Kerkweg 2                     | 52° 1' 38" NB, 5° 39' 35" OL | 0228/GM095/71 | Oud Ede Zuid - Kerkweg 2                                                             |
| Oud Ede Zuid - Kerkweg 4                                                             | 1920                   | Eschauzier en Van der Burgh                                                     | Kerkweg 4                     | 52° 1' 39" NB, 5° 39' 35" OL | 0228/GM095/72 | Oud Ede Zuid - Kerkweg 4                                                             |
| Oud Ede Zuid - Kerkweg 6                                                             | 1920                   | Eschauzier en Van der Burgh                                                     | Kerkweg 6                     | 52° 1' 39" NB, 5° 39' 35" OL | 0228/GM095/73 | Oud Ede Zuid - Kerkweg 6                                                             |
| Oud Ede Zuid - Kerkweg 8                                                             | 1920                   | Eschauzier en Van der Burgh                                                     | Kerkweg 8                     | 52° 1' 39" NB, 5° 39' 35" OL | 0228/GM095/74 | Oud Ede Zuid - Kerkweg 8                                                             |
| Oud Ede Zuid - Kerkweg 10                                                            | 1920                   | Eschauzier en Van der Burgh                                                     | Kerkweg 10                    | 52° 1' 39" NB, 5° 39' 34" OL | 0228/GM095/75 | Oud Ede Zuid - Kerkweg 10                                                            |
| Oud Ede Zuid - Kerkweg 12                                                            | 1920                   | Eschauzier en Van der Burgh                                                     | Kerkweg 12                    | 52° 1' 40" NB, 5° 39' 34" OL | 0228/GM095/76 | Oud Ede Zuid - Kerkweg 12                                                            |
| Oud Ede Zuid - Kerkweg 14                                                            | 1920                   | Eschauzier en Van der Burgh                                                     | Kerkweg 14                    | 52° 1' 40" NB, 5° 39' 34" OL | 0228/GM095/77 | Oud Ede Zuid - Kerkweg 14                                                            |
| Oud Ede Zuid - Kerkweg 16                                                            | 1920                   | Eschauzier en Van der Burgh                                                     | Kerkweg 16                    | 52° 1' 40" NB, 5° 39' 34" OL | 0228/GM095/78 | Oud Ede Zuid - Kerkweg 16                                                            |
| Oud Ede Zuid - Kerkweg 18                                                            | 1920                   | Eschauzier en Van der Burgh                                                     | Kerkweg 18                    | 52° 1' 41" NB, 5° 39' 34" OL | 0228/GM095/79 | Oud Ede Zuid - Kerkweg 18                                                            |
| School De Zuiderpoort met tuin                                                       | 1930                   | Dienst Gemeentewerken                                                           | Kerkweg 19                    | 52° 1' 43" NB, 5° 39' 32" OL | 0228/GM077    | School De Zuiderpoort met tuin                                                       |
| Oud Ede Zuid - Kerkweg 20                                                            | 1920                   | Eschauzier en Van der Burgh                                                     | Kerkweg 20                    | 52° 1' 41" NB, 5° 39' 34" OL | 0228/GM095/80 | Oud Ede Zuid - Kerkweg 20                                                            |
| Oud Ede Zuid - Kerkweg 22                                                            | 1920                   | Eschauzier en Van der Burgh                                                     | Kerkweg 22                    | 52° 1' 41" NB, 5° 39' 34" OL | 0228/GM095/81 | Oud Ede Zuid - Kerkweg 22                                                            |
| Oud Ede Zuid - Kerkweg 24                                                            | 1920                   | Eschauzier en Van der Burgh                                                     | Kerkweg 24                    | 52° 1' 44" NB, 5° 39' 33" OL | 0228/GM095/82 | Oud Ede Zuid - Kerkweg 24                                                            |
| Oud Ede Zuid - Kerkweg 26                                                            | 1920                   | Eschauzier en Van der Burgh                                                     | Kerkweg 26                    | 52° 1' 44" NB, 5° 39' 33" OL | 0228/GM095/83 | Oud Ede Zuid - Kerkweg 26                                                            |
| Oud Ede Zuid - Kerkweg 28                                                            | 1920                   | Eschauzier en Van der Burgh                                                     | Kerkweg 28                    | 52° 1' 45" NB, 5° 39' 33" OL | 0228/GM095/84 | Oud Ede Zuid - Kerkweg 28                                                            |
| Oud Ede Zuid - Kerkweg 30                                                            | 1920                   | Eschauzier en Van der Burgh                                                     | Kerkweg 30                    | 52° 1' 45" NB, 5° 39' 33" OL | 0228/GM095/85 | Oud Ede Zuid - Kerkweg 30                                                            |
| Oud Ede Zuid - Kerkweg 32                                                            | 1920                   | Eschauzier en Van der Burgh                                                     | Kerkweg 32                    | 52° 1' 45" NB, 5° 39' 33" OL | 0228/GM095/86 | Oud Ede Zuid - Kerkweg 32                                                            |
| Oud Ede Zuid - Kerkweg 34                                                            | 1920                   | Eschauzier en Van der Burgh                                                     | Kerkweg 34                    | 52° 1' 46" NB, 5° 39' 33" OL | 0228/GM095/87 | Oud Ede Zuid - Kerkweg 34                                                            |
| Oud Ede Zuid - Kerkweg 36                                                            | 1920                   | Eschauzier en Van der Burgh                                                     | Kerkweg 36                    | 52° 1' 46" NB, 5° 39' 33" OL | 0228/GM095/88 | Oud Ede Zuid - Kerkweg 36                                                            |
| Oud Ede Zuid - Kerkweg 38                                                            | 1920                   | Eschauzier en Van der Burgh                                                     | Kerkweg 38                    | 52° 1' 46" NB, 5° 39' 33" OL | 0228/GM095/89 | Oud Ede Zuid - Kerkweg 38                                                            |
| Oud Ede Zuid - Kerkweg 40                                                            | 1920                   | Eschauzier en Van der Burgh                                                     | Kerkweg 40                    | 52° 1' 47" NB, 5° 39' 33" OL | 0228/GM095/90 | Oud Ede Zuid - Kerkweg 40                                                            |
| Oud Ede Zuid - Kerkweg 42                                                            | 1920                   | Eschauzier en Van der Burgh                                                     | Kerkweg 42                    | 52° 1' 47" NB, 5° 39' 33" OL | 0228/GM095/91 | Oud Ede Zuid - Kerkweg 42                                                            |
| Oud Ede Zuid - Kerkweg 44                                                            | 1920                   | Eschauzier en Van der Burgh                                                     | Kerkweg 44                    | 52° 1' 47" NB, 5° 39' 32" OL | 0228/GM095/92 | Oud Ede Zuid - Kerkweg 44                                                            |
| Zwarte schuur BY koetshuis op Kernhem                                                |                        |                                                                                 | Kernhemseweg 3                | 52° 3' 10" NB, 5° 39' 22" OL | 0228/GM078    | Zwarte schuur BY koetshuis op Kernhem                                                |
| Hooiberg bij Engelenhove                                                             | 1900                   |                                                                                 | Kernhemseweg 6                | 52° 3' 17" NB, 5° 39' 22" OL | 0228/GM079    | Hooiberg bij Engelenhove                                                             |
| Bouwhuis, boerderij met bakhuis en eik                                               |                        |                                                                                 | Kernhemseweg 15               | 52° 3' 15" NB, 5° 39' 16" OL | 0228/GM081    | Bouwhuis, boerderij met bakhuis en eik                                               |
| Landgoed Kernhem (Beschermd Gezicht)                                                 | vanaf begin 15de eeuw  |                                                                                 | Kernhemseweg                  |                              | 0228/GBG01    | Landgoed Kernhem (Beschermd Gezicht)                                                 |
| Woningcomplex - Klinkenbergerweg 44                                                  | 1906                   | Kapitein Eerstaanwezend-ingenieur Van Stolk                                     | Klinkenbergerweg 44           | 52° 2' 16" NB, 5° 40' 14" OL | 0228/GM056/5  | Woningcomplex - Klinkenbergerweg 44                                                  |
| Woningcomplex - Klinkenbergerweg 46                                                  | 1906                   | Kapitein Eerstaanwezend-ingenieur Van Stolk                                     | Klinkenbergerweg 46           | 52° 2' 16" NB, 5° 40' 14" OL | 0228/GM056/6  | Woningcomplex - Klinkenbergerweg 46                                                  |
| Woningcomplex - Klinkenbergerweg 48                                                  | 1906                   | Kapitein Eerstaanwezend-ingenieur Van Stolk                                     | Klinkenbergerweg 48           | 52° 2' 15" NB, 5° 40' 14" OL | 0228/GM056/7  | Woningcomplex - Klinkenbergerweg 48                                                  |
| Woningcomplex - Klinkenbergerweg 50                                                  | 1906                   | Kapitein Eerstaanwezend-ingenieur Van Stolk                                     | Klinkenbergerweg 50           | 52° 2' 15" NB, 5° 40' 14" OL | 0228/GM056/8  | Woningcomplex - Klinkenbergerweg 50                                                  |
| Woningcomplex - Klinkenbergerweg 52                                                  | 1906                   | Kapitein Eerstaanwezend-ingenieur Van Stolk                                     | Klinkenbergerweg 52           | 52° 2' 15" NB, 5° 40' 15" OL | 0228/GM056/9  | Woningcomplex - Klinkenbergerweg 52                                                  |
| Woningcomplex - Klinkenbergerweg 54                                                  | 1906                   | Kapitein Eerstaanwezend-ingenieur Van Stolk                                     | Klinkenbergerweg 54           | 52° 2' 14" NB, 5° 40' 15" OL | 0228/GM056/10 | Woningcomplex - Klinkenbergerweg 54                                                  |
| Woningcomplex - Klinkenbergerweg 56                                                  | 1906                   | Kapitein Eerstaanwezend-ingenieur Van Stolk                                     | Klinkenbergerweg 56           | 52° 2' 14" NB, 5° 40' 15" OL | 0228/GM056/11 | Woningcomplex - Klinkenbergerweg 56                                                  |
| Woningcomplex - Klinkenbergerweg 58                                                  | 1906                   | Kapitein Eerstaanwezend-ingenieur Van Stolk                                     | Klinkenbergerweg 58           | 52° 2' 13" NB, 5° 40' 15" OL | 0228/GM056/12 | Woningcomplex - Klinkenbergerweg 58                                                  |
| Woningcomplex - Klinkenbergerweg 60                                                  | 1906                   | Kapitein Eerstaanwezend-ingenieur Van Stolk                                     | Klinkenbergerweg 60           | 52° 2' 12" NB, 5° 40' 15" OL | 0228/GM056/13 | Woningcomplex - Klinkenbergerweg 60                                                  |
| Woningcomplex - Klinkenbergerweg 62                                                  | 1906                   | Kapitein Eerstaanwezend-ingenieur Van Stolk                                     | Klinkenbergerweg 62           | 52° 2' 12" NB, 5° 40' 15" OL | 0228/GM056/14 | Woningcomplex - Klinkenbergerweg 62                                                  |
| Woningcomplex - Klinkenbergerweg 63                                                  | 1906                   | Kapitein Eerstaanwezend-ingenieur Van Stolk                                     | Klinkenbergerweg 63           | 52° 2' 12" NB, 5° 40' 17" OL | 0228/GM056/15 | Woningcomplex - Klinkenbergerweg 63                                                  |
| Woningcomplex - Klinkenbergerweg 64                                                  | 1906                   | Kapitein Eerstaanwezend-ingenieur Van Stolk                                     | Klinkenbergerweg 64           | 52° 2' 11" NB, 5° 40' 16" OL | 0228/GM056/16 | Woningcomplex - Klinkenbergerweg 64                                                  |
| Woningcomplex - Klinkenbergerweg 65                                                  | 1906                   | Kapitein Eerstaanwezend-ingenieur Van Stolk                                     | Klinkenbergerweg 65           | 52° 2' 12" NB, 5° 40' 17" OL | 0228/GM056/17 | Woningcomplex - Klinkenbergerweg 65                                                  |
| Woningcomplex - Klinkenbergerweg 66                                                  | 1906                   | Kapitein Eerstaanwezend-ingenieur Van Stolk                                     | Klinkenbergerweg 66           | 52° 2' 11" NB, 5° 40' 16" OL | 0228/GM056/18 | Woningcomplex - Klinkenbergerweg 66                                                  |
| Woningcomplex - Klinkenbergerweg 67                                                  | 1906                   | Kapitein Eerstaanwezend-ingenieur Van Stolk                                     | Klinkenbergerweg 67           | 52° 2' 11" NB, 5° 40' 17" OL | 0228/GM056/19 | Woningcomplex - Klinkenbergerweg 67                                                  |
| Woningcomplex - Klinkenbergerweg 68                                                  | 1906                   | Kapitein Eerstaanwezend-ingenieur Van Stolk                                     | Klinkenbergerweg 68           | 52° 2' 10" NB, 5° 40' 16" OL | 0228/GM056/20 | Woningcomplex - Klinkenbergerweg 68                                                  |
| Woningcomplex - Klinkenbergerweg 69                                                  | 1906                   | Kapitein Eerstaanwezend-ingenieur Van Stolk                                     | Klinkenbergerweg 69           | 52° 2' 11" NB, 5° 40' 17" OL | 0228/GM056/21 | Woningcomplex - Klinkenbergerweg 69                                                  |
| Woningcomplex - Klinkenbergerweg 70                                                  | 1906                   | Kapitein Eerstaanwezend-ingenieur Van Stolk                                     | Klinkenbergerweg 70           | 52° 2' 10" NB, 5° 40' 16" OL | 0228/GM056/22 | Woningcomplex - Klinkenbergerweg 70                                                  |
| Woningcomplex - Klinkenbergerweg 71                                                  | 1906                   | Kapitein Eerstaanwezend-ingenieur Van Stolk                                     | Klinkenbergerweg 71           | 52° 2' 10" NB, 5° 40' 17" OL | 0228/GM056/23 | Woningcomplex - Klinkenbergerweg 71                                                  |
| Woningcomplex - Klinkenbergerweg 73                                                  | 1906                   | Kapitein Eerstaanwezend-ingenieur Van Stolk                                     | Klinkenbergerweg 73           | 52° 2' 10" NB, 5° 40' 18" OL | 0228/GM056/24 | Woningcomplex - Klinkenbergerweg 73                                                  |
| Boerderijcomplex De Lange Weide                                                      | omstreeks 1880         |                                                                                 | Langeweideweg 22              | 52° 1' 25" NB, 5° 37' 56" OL | 0228/GM080/3  | Boerderijcomplex De Lange Weide                                                      |
| Boerderijcomplex De Lange Weide                                                      | omstreeks 1880         |                                                                                 | Langeweideweg 24              | 52° 1' 25" NB, 5° 37' 56" OL | 0228/GM080/1  | Boerderijcomplex De Lange Weide                                                      |
| Boerderijcomplex De Lange Weide                                                      | omstreeks 1880         |                                                                                 | Langeweideweg 26              | 52° 1' 25" NB, 5° 37' 56" OL | 0228/GM080/2  | Boerderijcomplex De Lange Weide                                                      |
| Zonnehuis, villa met tuin                                                            | 1904                   | Albert Kool                                                                     | Lindelaan 5                   | 52° 2' 23" NB, 5° 40' 11" OL | 0228/GM082    | Zonnehuis, villa met tuin                                                            |
| Villa Ebina                                                                          | omstreeks 1907         | Albert Kool                                                                     | Lindelaan 46                  | 52° 2' 21" NB, 5° 40' 15" OL | 0228/GM083    | Villa Ebina                                                                          |
| Zuiderkruis, villa met tuin                                                          | 1903                   | Albert Kool                                                                     | Lindelaan 54                  | 52° 2' 23" NB, 5° 40' 15" OL | 0228/GM084    | Zuiderkruis, villa met tuin                                                          |
| Halfweg, bedrijfswoning met schuur                                                   | 1910                   | L. van Zoelen                                                                   | Lunterseweg 53                | 52° 3' 47" NB, 5° 38' 18" OL | 0228/GM085    | Halfweg, bedrijfswoning met schuur                                                   |
| Boerderij met bakhuis                                                                | midden 19e eeuw        |                                                                                 | Lunterseweg 79                | 52° 4' 18" NB, 5° 37' 56" OL | 0228/GM086    | Boerderij met bakhuis                                                                |
| Boerderijcomplex                                                                     | rond 1880              |                                                                                 | Lunterseweg 90                | 52° 4' 15" NB, 5° 38' 3" OL  | 0228/GM087    | Boerderijcomplex                                                                     |
| Boerderij met bakhuis en schuur                                                      | 1887                   |                                                                                 | Maanderdijk 10                | 52° 0' 58" NB, 5° 37' 49" OL | 0228/GM088    | Boerderij met bakhuis en schuur                                                      |
| Boerderij met aangebouwd bakhuis                                                     | 1907                   |                                                                                 | Maanderdijk 18                | 52° 0' 56" NB, 5° 37' 28" OL | 0228/GM089    | Boerderij met aangebouwd bakhuis                                                     |
| (deel van) Winkelwoonhuis                                                            | tussen 1900 en 1910    |                                                                                 | Maandereind 50                | 52° 2' 33" NB, 5° 40' 8" OL  | 0228/GM090/1  | (deel van) Winkelwoonhuis                                                            |
| (deel van) Winkelwoonhuis                                                            | tussen 1900 en 1910    |                                                                                 | Maandereind 52                | 52° 2' 33" NB, 5° 40' 8" OL  | 0228/GM090/2  | (deel van) Winkelwoonhuis                                                            |
| Boerderijcomplex                                                                     | 1903                   |                                                                                 | Meentdijk 2                   | 52° 0' 50" NB, 5° 35' 59" OL | 0228/GM091    | Boerderijcomplex                                                                     |
| Ede-West - geb.25 - paardenstal                                                      | 1908                   |                                                                                 | Arthur Koolkwartier 1 t/m 17  |                              | 0228/GM248    | Ede-West - geb.25 - paardenstal                                                      |
| Ede-West - geb.24 - paardenstal                                                      | 1908                   |                                                                                 | Arthur Koolkwartier 19 t/m 35 |                              | 0228/GM247    | Ede-West - geb.24 - paardenstal                                                      |
| Ede-West - geb.23 - paardenstal                                                      | 1908                   |                                                                                 | Arthur Koolkwartier 51        |                              | 0228/GM246    | Ede-West - geb.23 - paardenstal                                                      |
| Ede-West - geb.22 - paardenstal                                                      | 1908                   |                                                                                 | Arthur Koolkwartier D22       |                              | 0228/GM245    | Ede-West - geb.22 - paardenstal                                                      |
| Ede-West - geb.21 - manege                                                           | 1908                   |                                                                                 | Drafveld 2 t/m 14             |                              | 0228/GM244    | Ede-West - geb.21 - manege                                                           |
| Ede-West - Bureelgebouw (KMAR-gebouw)                                                | 1908                   |                                                                                 | Verbindelaarsweg 105          |                              | 0228/GM239    | Ede-West - Bureelgebouw (KMAR-gebouw)                                                |
| Ede-West - gebouw 8 - kantinegebouw                                                  | 1950                   |                                                                                 | Nieuwe Kazernelaan 2D8        |                              | 0228/GM249    | Ede-West - gebouw 8 - kantinegebouw                                                  |
| Ede-West - geb.26 - paardenstal                                                      | 1908                   |                                                                                 | Verbindelaarsweg 90, 92       |                              | 0228/GM121    | Ede-West - geb.26 - paardenstal                                                      |
| Ede-West - geb.27 - hoefsmederij                                                     | 1907                   |                                                                                 | Verbindelaarsweg 100,102      |                              | 0228/GM229    | Ede-West - geb.27 - hoefsmederij                                                     |
| Ede-West - geb.28 - magazijn                                                         | rond 1908 (of na 1939) |                                                                                 | Verbindelaarsweg 110          |                              | 0228/GM230    | Ede-West - geb.28 - magazijn                                                         |
| Gedenkteken De Leeuw                                                                 | 1960                   |                                                                                 | Nieuwe Kazernelaan 10         | 52° 2' 15" NB, 5° 41' 4" OL  | 0228/GM174    | Gedenkteken De Leeuw                                                                 |
| (helft) Dubbele villa met tuin en garage                                             | 1915                   | L.A. van Essen                                                                  | Oranjelaan 5                  | 52° 1' 37" NB, 5° 40' 13" OL | 0228/GM075/2  | (helft) Dubbele villa met tuin en garage                                             |
| Transformatorhuisje                                                                  | 1925-1930              | Gerrit Versteeg                                                                 | Oranjelaan                    | 52° 1' 39" NB, 5° 40' 15" OL | 0228/GM092    | Transformatorhuisje                                                                  |
| 't Hoveke, landhuis met garage en tuin                                               | 1930-1932              | ws. Ettikhoven en Brands                                                        | Oude Arnhemseweg 19           | 52° 2' 46" NB, 5° 40' 47" OL | 0228/GM093    | 't Hoveke, landhuis met garage en tuin                                               |
| Villa Oase met garage                                                                | 1928                   | Gerrit Feenstra                                                                 | Oude Bennekomseweg 14         | 52° 1' 34" NB, 5° 40' 16" OL | 0228/GM094    | Villa Oase met garage                                                                |
| Oud Ede Zuid Poortlaan 1                                                             | 1920                   | Eschauzier en Van der Burgh                                                     | Poortlaan 1                   | 52° 1' 38" NB, 5° 39' 47" OL | 0228/GM095/1  | Oud Ede Zuid Poortlaan 1                                                             |
| Oud Ede Zuid Poortlaan 2                                                             | 1920                   | Eschauzier en Van der Burgh                                                     | Poortlaan 2                   | 52° 1' 39" NB, 5° 39' 47" OL | 0228/GM095/21 | Oud Ede Zuid Poortlaan 2                                                             |
| Oud Ede Zuid - Poortlaan 3                                                           | 1920                   | Eschauzier en Van der Burgh                                                     | Poortlaan 3                   | 52° 1' 38" NB, 5° 39' 46" OL | 0228/GM095/2  | Oud Ede Zuid - Poortlaan 3                                                           |
| Oud Ede Zuid - Poortlaan 4                                                           | 1920                   | Eschauzier en Van der Burgh                                                     | Poortlaan 4                   | 52° 1' 39" NB, 5° 39' 47" OL | 0228/GM095/22 | Oud Ede Zuid - Poortlaan 4                                                           |
| Oud Ede Zuid - Poortlaan 5                                                           | 1920                   | Eschauzier en Van der Burgh                                                     | Poortlaan 5                   | 52° 1' 38" NB, 5° 39' 46" OL | 0228/GM095/3  | Oud Ede Zuid - Poortlaan 5                                                           |
| Oud Ede Zuid - Poortlaan 6                                                           | 1920                   | Eschauzier en Van der Burgh                                                     | Poortlaan 6                   | 52° 1' 39" NB, 5° 39' 47" OL | 0228/GM095/23 | Oud Ede Zuid - Poortlaan 6                                                           |
| Oud Ede Zuid - Poortlaan 7                                                           | 1920                   | Eschauzier en Van der Burgh                                                     | Poortlaan 7                   | 52° 1' 39" NB, 5° 39' 46" OL | 0228/GM095/4  | Oud Ede Zuid - Poortlaan 7                                                           |
| Oud Ede Zuid - Poortlaan 8                                                           | 1920                   | Eschauzier en Van der Burgh                                                     | Poortlaan 8                   | 52° 1' 39" NB, 5° 39' 47" OL | 0228/GM095/24 | Oud Ede Zuid - Poortlaan 8                                                           |
| Oud Ede Zuid - Poortlaan 9                                                           | 1920                   | Eschauzier en Van der Burgh                                                     | Poortlaan 9                   | 52° 1' 39" NB, 5° 39' 46" OL | 0228/GM095/5  | Oud Ede Zuid - Poortlaan 9                                                           |
| Oud Ede Zuid - Poortlaan 10                                                          | 1920                   | Eschauzier en Van der Burgh                                                     | Poortlaan 10                  | 52° 1' 40" NB, 5° 39' 47" OL | 0228/GM095/25 | Oud Ede Zuid - Poortlaan 10                                                          |
| Oud Ede Zuid - Poortlaan 11                                                          | 1920                   | Eschauzier en Van der Burgh                                                     | Poortlaan 11                  | 52° 1' 39" NB, 5° 39' 45" OL | 0228/GM095/6  | Oud Ede Zuid - Poortlaan 11                                                          |
| Oud Ede Zuid - Poortlaan 12                                                          | 1920                   | Eschauzier en Van der Burgh                                                     | Poortlaan 12                  | 52° 1' 40" NB, 5° 39' 47" OL | 0228/GM095/26 | Oud Ede Zuid - Poortlaan 12                                                          |
| Oud Ede Zuid - Poortlaan 13                                                          | 1920                   | Eschauzier en Van der Burgh                                                     | Poortlaan 13                  | 52° 1' 40" NB, 5° 39' 47" OL | 0228/GM095/7  | Oud Ede Zuid - Poortlaan 13                                                          |
| Oud Ede Zuid - Poortlaan 14                                                          | 1920                   | Eschauzier en Van der Burgh                                                     | Poortlaan 14                  | 52° 1' 40" NB, 5° 39' 46" OL | 0228/GM095/27 | Oud Ede Zuid - Poortlaan 14                                                          |
| Oud Ede Zuid - Poortlaan 15                                                          | 1920                   | Eschauzier en Van der Burgh                                                     | Poortlaan 15                  | 52° 1' 39" NB, 5° 39' 45" OL | 0228/GM095/8  | Oud Ede Zuid - Poortlaan 15                                                          |
| Oud Ede Zuid - Poortlaan 17                                                          | 1920                   | Eschauzier en Van der Burgh                                                     | Poortlaan 17                  | 52° 1' 40" NB, 5° 39' 45" OL | 0228/GM095/9  | Oud Ede Zuid - Poortlaan 17                                                          |
| Oud Ede Zuid - Poortlaan 19                                                          | 1920                   | Eschauzier en Van der Burgh                                                     | Poortlaan 19                  | 52° 1' 40" NB, 5° 39' 45" OL | 0228/GM095/10 | Oud Ede Zuid - Poortlaan 19                                                          |
| Oud Ede Zuid - Poortlaan 20                                                          | 1920                   | Eschauzier en Van der Burgh                                                     | Poortlaan 20                  | 52° 1' 42" NB, 5° 39' 44" OL | 0228/GM095/28 | Oud Ede Zuid - Poortlaan 20                                                          |
| Oud Ede Zuid - Poortlaan 21                                                          | 1920                   | Eschauzier en Van der Burgh                                                     | Poortlaan 21                  | 52° 1' 40" NB, 5° 39' 44" OL | 0228/GM095/11 | Oud Ede Zuid - Poortlaan 21                                                          |
| Oud Ede Zuid - Poortlaan 22                                                          | 1920                   | Eschauzier en Van der Burgh                                                     | Poortlaan 22                  | 52° 1' 42" NB, 5° 39' 43" OL | 0228/GM095/29 | Oud Ede Zuid - Poortlaan 22                                                          |
| Oud Ede Zuid - Poortlaan 23                                                          | 1920                   | Eschauzier en Van der Burgh                                                     | Poortlaan 23                  | 52° 1' 40" NB, 5° 39' 44" OL | 0228/GM095/12 | Oud Ede Zuid - Poortlaan 23                                                          |
| Oud Ede Zuid - Poortlaan 24                                                          | 1920                   | Eschauzier en Van der Burgh                                                     | Poortlaan 24                  | 52° 1' 42" NB, 5° 39' 43" OL | 0228/GM095/30 | Oud Ede Zuid - Poortlaan 24                                                          |
| Oud Ede Zuid - Poortlaan 26                                                          | 1920                   | Eschauzier en Van der Burgh                                                     | Poortlaan 26                  | 52° 1' 42" NB, 5° 39' 42" OL | 0228/GM095/31 | Oud Ede Zuid - Poortlaan 26                                                          |
| Oud Ede Zuid - Poortlaan 28                                                          | 1920                   | Eschauzier en Van der Burgh                                                     | Poortlaan 28                  | 52° 1' 42" NB, 5° 39' 42" OL | 0228/GM095/32 | Oud Ede Zuid - Poortlaan 28                                                          |
| Oud Ede Zuid - Poortlaan 30                                                          | 1920                   | Eschauzier en Van der Burgh                                                     | Poortlaan 30                  | 52° 1' 43" NB, 5° 39' 41" OL | 0228/GM095/33 | Oud Ede Zuid - Poortlaan 30                                                          |
| Oud Ede Zuid - Poortlaan 32                                                          | 1920                   | Eschauzier en Van der Burgh                                                     | Poortlaan 32                  | 52° 1' 43" NB, 5° 39' 41" OL | 0228/GM095/34 | Oud Ede Zuid - Poortlaan 32                                                          |
| Oud Ede Zuid - Poortlaan 34                                                          | 1920                   | Eschauzier en Van der Burgh                                                     | Poortlaan 34                  | 52° 1' 43" NB, 5° 39' 41" OL | 0228/GM095/35 | Oud Ede Zuid - Poortlaan 34                                                          |
| Oud Ede Zuid - Poortlaan 35                                                          | 1920                   | Eschauzier en Van der Burgh                                                     | Poortlaan 35                  | 52° 1' 42" NB, 5° 39' 41" OL | 0228/GM095/13 | Oud Ede Zuid - Poortlaan 35                                                          |
| Oud Ede Zuid - Poortlaan 36                                                          | 1920                   | Eschauzier en Van der Burgh                                                     | Poortlaan 36                  | 52° 1' 43" NB, 5° 39' 40" OL | 0228/GM095/36 | Oud Ede Zuid - Poortlaan 36                                                          |
| Oud Ede Zuid - Poortlaan 37                                                          | 1920                   | Eschauzier en Van der Burgh                                                     | Poortlaan 37                  | 52° 1' 41" NB, 5° 39' 41" OL | 0228/GM095/14 | Oud Ede Zuid - Poortlaan 37                                                          |
| Oud Ede Zuid - Poortlaan 38                                                          | 1920                   | Eschauzier en Van der Burgh                                                     | Poortlaan 38                  | 52° 1' 43" NB, 5° 39' 40" OL | 0228/GM095/37 | Oud Ede Zuid - Poortlaan 38                                                          |
| Oud Ede Zuid - Poortlaan 39                                                          | 1920                   | Eschauzier en Van der Burgh                                                     | Poortlaan 39                  | 52° 1' 41" NB, 5° 39' 41" OL | 0228/GM095/15 | Oud Ede Zuid - Poortlaan 39                                                          |
| Oud Ede Zuid - Poortlaan 40                                                          | 1920                   | Eschauzier en Van der Burgh                                                     | Poortlaan 40                  | 52° 1' 43" NB, 5° 39' 39" OL | 0228/GM095/38 | Oud Ede Zuid - Poortlaan 40                                                          |
| Oud Ede Zuid - Poortlaan 41                                                          | 1920                   | Eschauzier en Van der Burgh                                                     | Poortlaan 41                  | 52° 1' 41" NB, 5° 39' 41" OL | 0228/GM095/51 | Oud Ede Zuid - Poortlaan 41                                                          |
| Oud Ede Zuid - Poortlaan 42                                                          | 1920                   | Eschauzier en Van der Burgh                                                     | Poortlaan 42                  | 52° 1' 43" NB, 5° 39' 39" OL | 0228/GM095/39 | Oud Ede Zuid - Poortlaan 42                                                          |
| Oud Ede Zuid - Poortlaan 43                                                          | 1920                   | Eschauzier en Van der Burgh                                                     | Poortlaan 43                  | 52° 1' 41" NB, 5° 39' 41" OL | 0228/GM095/52 | Oud Ede Zuid - Poortlaan 43                                                          |
| Oud Ede Zuid - Poortlaan 44                                                          | 1920                   | Eschauzier en Van der Burgh                                                     | Poortlaan 44                  | 52° 1' 44" NB, 5° 39' 38" OL | 0228/GM095/40 | Oud Ede Zuid - Poortlaan 44                                                          |
| Oud Ede Zuid - Poortlaan 45                                                          | 1920                   | Eschauzier en Van der Burgh                                                     | Poortlaan 45                  | 52° 1' 40" NB, 5° 39' 40" OL | 0228/GM095/53 | Oud Ede Zuid - Poortlaan 45                                                          |
| Oud Ede Zuid - Poortlaan 46                                                          | 1920                   | Eschauzier en Van der Burgh                                                     | Poortlaan 46                  | 52° 1' 44" NB, 5° 39' 38" OL | 0228/GM095/41 | Oud Ede Zuid - Poortlaan 46                                                          |
| Oud Ede Zuid - Poortlaan 47                                                          | 1920                   | Eschauzier en Van der Burgh                                                     | Poortlaan 47                  | 52° 1' 41" NB, 5° 39' 40" OL | 0228/GM095/54 | Oud Ede Zuid - Poortlaan 47                                                          |
| Oud Ede Zuid - Poortlaan 48                                                          | 1920                   | Eschauzier en Van der Burgh                                                     | Poortlaan 48                  | 52° 1' 44" NB, 5° 39' 38" OL | 0228/GM095/42 | Upload foto                                                                          |
| Oud Ede Zuid - Poortlaan 49                                                          | 1920                   | Eschauzier en Van der Burgh                                                     | Poortlaan 49                  | 52° 1' 41" NB, 5° 39' 39" OL | 0228/GM095/55 | Oud Ede Zuid - Poortlaan 49                                                          |
| Oud Ede Zuid - Poortlaan 50                                                          | 1920                   | Eschauzier en Van der Burgh                                                     | Poortlaan 50                  | 52° 1' 44" NB, 5° 39' 38" OL | 0228/GM095/43 | Upload foto                                                                          |
| Oud Ede Zuid - Poortlaan 51                                                          | 1920                   | Eschauzier en Van der Burgh                                                     | Poortlaan 51                  | 52° 1' 41" NB, 5° 39' 40" OL | 0228/GM095/56 | Oud Ede Zuid - Poortlaan 51                                                          |
| Oud Ede Zuid - Poortlaan 52                                                          | 1920                   | Eschauzier en Van der Burgh                                                     | Poortlaan 52                  | 52° 1' 44" NB, 5° 39' 37" OL | 0228/GM095/44 | Oud Ede Zuid - Poortlaan 52                                                          |
| Oud Ede Zuid - Poortlaan 53                                                          | 1920                   | Eschauzier en Van der Burgh                                                     | Poortlaan 53                  | 52° 1' 41" NB, 5° 39' 40" OL | 0228/GM095/57 | Oud Ede Zuid - Poortlaan 53                                                          |
| Oud Ede Zuid - Poortlaan 54                                                          | 1920                   | Eschauzier en Van der Burgh                                                     | Poortlaan 54                  | 52° 1' 43" NB, 5° 39' 37" OL | 0228/GM095/45 | Oud Ede Zuid - Poortlaan 54                                                          |
| Oud Ede Zuid - Poortlaan 55                                                          | 1920                   | Eschauzier en Van der Burgh                                                     | Poortlaan 55                  | 52° 1' 42" NB, 5° 39' 40" OL | 0228/GM095/58 | Oud Ede Zuid - Poortlaan 55                                                          |
| Oud Ede Zuid - Poortlaan 56                                                          | 1920                   | Eschauzier en Van der Burgh                                                     | Poortlaan 56                  | 52° 1' 43" NB, 5° 39' 37" OL | 0228/GM095/46 | Oud Ede Zuid - Poortlaan 56                                                          |
| Oud Ede Zuid - Poortlaan 57                                                          | 1920                   | Eschauzier en Van der Burgh                                                     | Poortlaan 57                  | 52° 1' 42" NB, 5° 39' 40" OL | 0228/GM095/59 | Oud Ede Zuid - Poortlaan 57                                                          |
| Oud Ede Zuid - Poortlaan 58                                                          | 1920                   | Eschauzier en Van der Burgh                                                     | Poortlaan 58                  | 52° 1' 43" NB, 5° 39' 36" OL | 0228/GM095/47 | Oud Ede Zuid - Poortlaan 58                                                          |
| Oud Ede Zuid - Poortlaan 59                                                          | 1920                   | Eschauzier en Van der Burgh                                                     | Poortlaan 59                  | 52° 1' 42" NB, 5° 39' 40" OL | 0228/GM095/60 | Oud Ede Zuid - Poortlaan 59                                                          |
| Oud Ede Zuid - Poortlaan 60                                                          | 1920                   | Eschauzier en Van der Burgh                                                     | Poortlaan 60                  | 52° 1' 43" NB, 5° 39' 36" OL | 0228/GM095/48 | Oud Ede Zuid - Poortlaan 60                                                          |
| Oud Ede Zuid - Poortlaan 62                                                          | 1920                   | Eschauzier en Van der Burgh                                                     | Poortlaan 62                  | 52° 1' 43" NB, 5° 39' 36" OL | 0228/GM095/49 | Oud Ede Zuid - Poortlaan 62                                                          |
| Oud Ede Zuid - Poortlaan 64                                                          | 1920                   | Eschauzier en Van der Burgh                                                     | Poortlaan 64                  | 52° 1' 43" NB, 5° 39' 35" OL | 0228/GM095/50 | Oud Ede Zuid - Poortlaan 64                                                          |
| Oud Ede Zuid - Poortlaan 71                                                          | 1920                   | Eschauzier en Van der Burgh                                                     | Poortlaan 71                  | 52° 1' 43" NB, 5° 39' 37" OL | 0228/GM095/16 | Oud Ede Zuid - Poortlaan 71                                                          |
| Oud Ede Zuid - Poortlaan 73                                                          | 1920                   | Eschauzier en Van der Burgh                                                     | Poortlaan 73                  | 52° 1' 43" NB, 5° 39' 37" OL | 0228/GM095/17 | Oud Ede Zuid - Poortlaan 73                                                          |
| Oud Ede Zuid - Poortlaan 75                                                          | 1920                   | Eschauzier en Van der Burgh                                                     | Poortlaan 75                  | 52° 1' 43" NB, 5° 39' 37" OL | 0228/GM095/18 | Oud Ede Zuid - Poortlaan 75                                                          |
| Oud Ede Zuid - Poortlaan 77                                                          | 1920                   | Eschauzier en Van der Burgh                                                     | Poortlaan 77                  | 52° 1' 43" NB, 5° 39' 36" OL | 0228/GM095/19 | Oud Ede Zuid - Poortlaan 77                                                          |
| Oud Ede Zuid - Poortlaan 79                                                          | 1920                   | Eschauzier en Van der Burgh                                                     | Poortlaan 79                  | 52° 1' 42" NB, 5° 39' 36" OL | 0228/GM095/20 | Oud Ede Zuid - Poortlaan 79                                                          |
| Oud Ede Zuid - Poortplein 1                                                          | 1920                   | Eschauzier en Van der Burgh                                                     | Poortplein 1                  | 52° 1' 41" NB, 5° 39' 34" OL | 0228/GM095/61 | Oud Ede Zuid - Poortplein 1                                                          |
| Oud Ede Zuid - Poortplein 2                                                          | 1920                   | Eschauzier en Van der Burgh                                                     | Poortplein 2                  | 52° 1' 41" NB, 5° 39' 35" OL | 0228/GM095/62 | Oud Ede Zuid - Poortplein 2                                                          |
| Oud Ede Zuid - Poortplein 3                                                          | 1920                   | Eschauzier en Van der Burgh                                                     | Poortplein 3                  | 52° 1' 42" NB, 5° 39' 35" OL | 0228/GM095/63 | Oud Ede Zuid - Poortplein 3                                                          |
| Oud Ede Zuid - Poortplein 4                                                          | 1920                   | Eschauzier en Van der Burgh                                                     | Poortplein 4                  | 52° 1' 42" NB, 5° 39' 35" OL | 0228/GM095/64 | Oud Ede Zuid - Poortplein 4                                                          |
| Oud Ede Zuid - Poortplein 5                                                          | 1920                   | Eschauzier en Van der Burgh                                                     | Poortplein 5                  | 52° 1' 42" NB, 5° 39' 35" OL | 0228/GM095/65 | Oud Ede Zuid - Poortplein 5                                                          |
| Oud Ede Zuid - Poortplein 6                                                          | 1920                   | Eschauzier en Van der Burgh                                                     | Poortplein 6                  | 52° 1' 43" NB, 5° 39' 35" OL | 0228/GM095/66 | Oud Ede Zuid - Poortplein 6                                                          |
| Oud Ede Zuid - Poortplein 7                                                          | 1920                   | Eschauzier en Van der Burgh                                                     | Poortplein 7                  | 52° 1' 44" NB, 5° 39' 35" OL | 0228/GM095/67 | Oud Ede Zuid - Poortplein 7                                                          |
| Oud Ede Zuid - Poortplein 8                                                          | 1920                   | Eschauzier en Van der Burgh                                                     | Poortplein 8                  | 52° 1' 44" NB, 5° 39' 34" OL | 0228/GM095/68 | Oud Ede Zuid - Poortplein 8                                                          |
| Oud Ede Zuid - Poortplein 9                                                          | 1920                   | Eschauzier en Van der Burgh                                                     | Poortplein 9                  | 52° 1' 44" NB, 5° 39' 34" OL | 0228/GM095/69 | Oud Ede Zuid - Poortplein 9                                                          |
| Oud Ede Zuid - Poortplein 10                                                         | 1920                   | Eschauzier en Van der Burgh                                                     | Poortplein 10                 | 52° 1' 44" NB, 5° 39' 33" OL | 0228/GM095/70 | Oud Ede Zuid - Poortplein 10                                                         |
| Grafmonument F.A.R. Padberg                                                          | 1924                   | August Falise                                                                   | Prins Bernhardlaan            | 52° 1' 52" NB, 5° 39' 59" OL | 0228/GM062    | Grafmonument F.A.R. Padberg                                                          |
| Boerderij Klein Hees                                                                 | midden 19e eeuw        |                                                                                 | Prof. Oudpark 72              | 52° 1' 30" NB, 5° 38' 8" OL  | 0228/GM096    | Boerderij Klein Hees                                                                 |
| Voormalig Marnixcollege                                                              | 1951                   | Th. Dekker, H. Geels en W. Vos                                                  | Raadhuisplein 2               | 52° 2' 42" NB, 5° 40' 24" OL | 0228/GM097    | Voormalig Marnixcollege                                                              |
| Bijgebouwen en erf De Slijpkruik                                                     | rond 1900              |                                                                                 | Slijpkruikweg 54              | 52° 2' 59" NB, 5° 39' 19" OL | 0228/GM098    | Bijgebouwen en erf De Slijpkruik                                                     |
| Villa Moni Alendo                                                                    | 1933                   | K.C. Suyling & Zn                                                               | Stationsweg 21                | 52° 2' 24" NB, 5° 40' 7" OL  | 0228/GM099    | Villa Moni Alendo                                                                    |
| Villa By Honck                                                                       | 1905                   | Albert Kool                                                                     | Stationsweg 27                | 52° 2' 23" NB, 5° 40' 7" OL  | 0228/GM100    | Villa By Honck                                                                       |
| Villa Regina                                                                         | omstreeks 1907         | Albert Kool                                                                     | Stationsweg 31                | 52° 2' 22" NB, 5° 40' 7" OL  | 0228/GM101/1  | Villa Regina                                                                         |
| Villa Sonnevanck                                                                     | omstreeks 1907         | Albert Kool                                                                     | Stationsweg 33                | 52° 2' 22" NB, 5° 40' 7" OL  | 0228/GM101/2  | Villa Sonnevanck                                                                     |
| Villa Zuiderhoek                                                                     | omstreeks 1907         | Albert Kool                                                                     | Stationsweg 35                | 52° 2' 21" NB, 5° 40' 7" OL  | 0228/GM101/3  | Villa Zuiderhoek                                                                     |
| Ça Ira, villa met tuin en muurtje                                                    |                        |                                                                                 | Stationsweg 63                | 52° 2' 14" NB, 5° 40' 9" OL  | 0228/GM102    | Ça Ira, villa met tuin en muurtje                                                    |
| Herenhuis Rustoord                                                                   | omstreeks 1880         |                                                                                 | Stationsweg 71                | 52° 2' 10" NB, 5° 40' 11" OL | 0228/GM103    | Herenhuis Rustoord                                                                   |
| Berg en Dal, villa met tuin en hek                                                   | 1880-1900              | L. van Zoelen Hzn                                                               | Stationsweg 74                | 52° 2' 9" NB, 5° 40' 9" OL   | 0228/GM104    | Berg en Dal, villa met tuin en hek                                                   |
| Landhuis met garage en tuin                                                          | 1926                   | Evert Jan Rotshuizen c.s.                                                       | Stationsweg 75                | 52° 2' 7" NB, 5° 40' 12" OL  | 0228/GM105    | Landhuis met garage en tuin                                                          |
| Villa Berg-Oord                                                                      | omstreeks 1910         | H.A. Eijlander                                                                  | Stationsweg 76                | 52° 2' 8" NB, 5° 40' 9" OL   | 0228/GM106    | Villa Berg-Oord                                                                      |
| (helft van) Dubbele villa Ararat                                                     | omstreeks 1880         |                                                                                 | Stationsweg 83                | 52° 2' 3" NB, 5° 40' 13" OL  | 0228/GM107/1  | (helft van) Dubbele villa Ararat                                                     |
| (helft van) Dubbele villa Ararat                                                     | omstreeks 1880         |                                                                                 | Stationsweg 85                | 52° 2' 3" NB, 5° 40' 13" OL  | 0228/GM107/2  | (helft van) Dubbele villa Ararat                                                     |
| Villa Nescio                                                                         | omstreeks 1885         |                                                                                 | Stationsweg 88                | 52° 2' 3" NB, 5° 40' 10" OL  | 0228/GM108    | Villa Nescio                                                                         |
| Villa met tuin en hek                                                                | 1929                   | M. van Wagensveld                                                               | Stationsweg 90                | 52° 2' 1" NB, 5° 40' 11" OL  | 0228/GM109    | Villa met tuin en hek                                                                |
| Villa met tuin                                                                       | 1933                   | D.J. Grutterink                                                                 | Stationsweg 93                | 52° 1' 59" NB, 5° 40' 14" OL | 0228/GM110    | Villa met tuin                                                                       |
| Villa met tuin en hekwerk                                                            | tussen 1880 en 1882    |                                                                                 | Stationsweg 95                | 52° 1' 58" NB, 5° 40' 15" OL | 0228/GM111    | Villa met tuin en hekwerk                                                            |
| Piermont, villa met tuin                                                             | omstreeks 1900         |                                                                                 | Stationsweg 99                | 52° 1' 55" NB, 5° 40' 15" OL | 0228/GM112    | Piermont, villa met tuin                                                             |
| Invernia, villa met tuin en hek                                                      | omstreeks 1896         |                                                                                 | Stationsweg 100               | 52° 1' 56" NB, 5° 40' 13" OL | 0228/GM113    | Invernia, villa met tuin en hek                                                      |
| Richmond, villa met tuin                                                             | 1901                   |                                                                                 | Stationsweg 102               | 52° 1' 55" NB, 5° 40' 13" OL | 0228/GM114    | Richmond, villa met tuin                                                             |
| (deel van) Paludana, villa met hek                                                   | omstreeks 1880         | H. Mulder                                                                       | Stationsweg 104               | 52° 1' 53" NB, 5° 40' 13" OL | 0228/GM115/1  | (deel van) Paludana, villa met hek                                                   |
| (deel van) Paludana, villa met hek                                                   | omstreeks 1880         | H. Mulder                                                                       | Stationsweg 106               | 52° 1' 53" NB, 5° 40' 13" OL | 0228/GM115/2  | (deel van) Paludana, villa met hek                                                   |
| R.K. kerk St. Antonius van Padua                                                     | 1952-1953              | Johannes Martinus van Hardeveld                                                 | Stationsweg 110               | 52° 1' 51" NB, 5° 40' 13" OL | 0228/GM116    | R.K. kerk St. Antonius van Padua                                                     |
| Pastorie bij R.K kerk St. Ant. van Padua                                             | 1950                   | Johannes Martinus van Hardeveld                                                 | Stationsweg 112               | 52° 1' 50" NB, 5° 40' 14" OL | 0228/GM122    | Pastorie bij R.K kerk St. Ant. van Padua                                             |
| Molenaarswoning                                                                      | tussen 1858 en 1865    |                                                                                 | Stationsweg 118               | 52° 1' 47" NB, 5° 40' 14" OL | 0228/GM117    | Molenaarswoning                                                                      |
| Villa Rose Cottage                                                                   | ca. 1895               |                                                                                 | Telefoonweg 4                 | 52° 2' 56" NB, 5° 39' 57" OL | 0228/GM118    | Villa Rose Cottage                                                                   |
| Boerderijcomplex De Engelenhoeve                                                     | 1843                   |                                                                                 | Woutersweg 1                  | 52° 3' 44" NB, 5° 38' 29" OL | 0228/GM119    | Boerderijcomplex De Engelenhoeve                                                     |
| Gedenkteken J.W.E.L. Hilgers                                                         | 1955                   | L.O. Wenckebach                                                                 | Zonneoordlaan                 | 52° 4' 6" NB, 5° 40' 37" OL  | 0228/GM120    | Meer afbeeldingen                                                                    |
| werk-woonhuis: winkelwoningcomplex                                                   | 1955                   |                                                                                 | Soembalaan 2-12 en 2I-12I     | 52° 2' 28" NB, 5° 39' 21" OL | 0228/GM179    | werk-woonhuis: winkelwoningcomplex                                                   |
| kerk: zaalkerk (Nederlands-Hervormde Bethelkerk)                                     | 1964-1965              |                                                                                 | Jan Th. Tooroplaan 133        | 52° 1' 30" NB, 5° 39' 55" OL | 0228/GM184    | Meer afbeeldingen                                                                    |
| kerk: centraalbouw (hersteld apostolische gemeente)                                  |                        |                                                                                 | Regentesseplein 1             | 52° 1' 34" NB, 5° 40' 4" OL  | 0228/GM196    | kerk: centraalbouw (hersteld apostolische gemeente)                                  |
| schoolgebouw (openbaar onderwijs, ULO)                                               | 1963                   |                                                                                 | Bettekamp 99                  | 52° 2' 50" NB, 5° 39' 29" OL | 0228/GM192    | schoolgebouw (openbaar onderwijs, ULO)                                               |
| schoolgebouw: gangtype (bijzonder onderwijs, NH lagere school)                       | 1952                   |                                                                                 | Nachtegaallaan 49             | 52° 2' 20" NB, 5° 39' 38" OL | 0228/GM193    | schoolgebouw: gangtype (bijzonder onderwijs, NH lagere school)                       |
| schoolgebouw: haltype (bijzonder onderwijs, RK lagere school St. Antonius van Padua) | 1957                   |                                                                                 | Korhoenlaan 6                 | 52° 2' 23" NB, 5° 39' 33" OL | 0228/GM194    | schoolgebouw: haltype (bijzonder onderwijs, RK lagere school St. Antonius van Padua) |
| Ketelhuis kazerne Maurits-Zuid (gebouw 44)                                           | 1948                   |                                                                                 | Nieuwe Kazernelaan 2d44       | 52° 1' 46" NB, 5° 40' 27" OL | 0228/GM201    | Ketelhuis kazerne Maurits-Zuid (gebouw 44)                                           |
| gedenkteken: herinneringsbank (VVV-bank)                                             |                        |                                                                                 | Bergstraat z.n.               | 52° 2' 39" NB, 5° 40' 40" OL | 0228/GM200    | gedenkteken: herinneringsbank (VVV-bank)                                             |
| groot land-/buitenhuis: landhuis met kantoor (Stompekamp)                            | 1955                   |                                                                                 | Amsterdamseweg 34a            | 52° 2' 58" NB, 5° 39' 59" OL | 0228/GM197    | groot land-/buitenhuis: landhuis met kantoor (Stompekamp)                            |
| woonhuis: bungalow                                                                   | 1970                   |                                                                                 | Arnhemseweg 108               | 52° 2' 30" NB, 5° 41' 15" OL | 0228/GM217    | woonhuis: bungalow                                                                   |
| Landhuis t 'Halster                                                                  | 1952                   |                                                                                 | Bezuidenhout 16               | 52° 2' 21" NB, 5° 40' 50" OL | 0228/GM215    | Landhuis t 'Halster                                                                  |
| woonhuis: bungalow                                                                   | 1955                   |                                                                                 | Van Heeckerenlaan 1           | 52° 2' 33" NB, 5° 40' 40" OL | 0228/GM216    | woonhuis: bungalow                                                                   |
| woonhuis: villa                                                                      | 1957                   |                                                                                 | Beatrixlaan 47                | 52° 2' 3" NB, 5° 39' 47" OL  | 0228/GM218    | woonhuis: villa                                                                      |
| woonhuis: villa                                                                      | 1963                   |                                                                                 | Diepenbrocklaan 20            | 52° 2' 32" NB, 5° 41' 18" OL | 0228/GM212    | woonhuis: villa                                                                      |
| woonhuis: villa                                                                      | 1957                   |                                                                                 | Schralenhouw 4                | 52° 2' 40" NB, 5° 40' 44" OL | 0228/GM214    | woonhuis: villa                                                                      |
| woonhuis: villa (fabrikant Olthof)                                                   | 1949-1952              |                                                                                 | Stationsweg 58                | 52° 2' 16" NB, 5° 40' 7" OL  | 0228/GM219    | woonhuis: villa (fabrikant Olthof)                                                   |
| dubbele bedrijfswoning (A.K.U.)                                                      | 1950                   |                                                                                 | Reehorsterweg 4-6             | 52° 1' 22" NB, 5° 40' 15" OL | 0228/GM203    | dubbele bedrijfswoning (A.K.U.)                                                      |
| Ziekenbarakken MGD (complexonderdeel 2)                                              | 1907                   |                                                                                 | In opslag                     |                              | 0228/GM228    | Upload foto                                                                          |
| Boerderij Wester Wetering                                                            | 1941                   |                                                                                 | Rijksweg 31                   | 52° 2' 43" NB, 5° 36' 36" OL | 0228/GM254    | Upload foto                                                                          |